# Dolors Ortiz Castañer
Dolors Ortiz Castañer, més coneguda com a Lolita Ortiz (Barcelona, 4 d'agost de 1944) és una exfutbolista i una de les pioneres del futbol femení a Catalunya. Juntament amb Carme Nieto, Alicia Estivill, Núria Llansà i Imma Cabecerán, principal promotora de l'esdeveniment, disputà el primer partit del Futbol Club Barcelona femení contra la Unió Esportiva Centelles el desembre de 1970. El partit es jugà a l'estadi Camp Nou davant 60.000 espectadors i l'equip fou entrenat pel porter blaugrana Antoni Ramallets. Entre altres tornejos, competí al primer Campionat de Catalunya femení oficiós (1971), anomenat Copa Pernod per motius de patrocini, on hi marcà 26 gols. Després de la retirada d'Imma Cabecerán el juny de 1971, es convertí en la capitana de l'equip entre 1971 i 1980. Jugà en la posició de davantera i ha sigut una de les primeres icones del futbol femení del FC Barcelona.